# Drużynowy Puchar Świata na żużlu
Drużynowy Puchar Świata na żużlu (ang. Speedway World Cup) – cykl zawodów żużlowych organizowanych pod patronatem Międzynarodowej Federacji Motocyklowej w latach 2001–2017, jako kontynuacja drużynowych mistrzostw świata, i ponownie, co trzy lata, od 2023 roku. Zawody wyłaniają najlepszą reprezentację narodową na świecie.
Turniej finałowy odbywa się podczas jednego tygodnia, zaś zwycięzca otrzymuje przechodnie trofeum im. Ove Fundina.
W latach 2018–2022 rozgrywane były mistrzostwa świata pod nazwą Speedway of Nations. Drużyny narodowe rywalizowały w formie par (w latach 2019–2021 z obowiązkowym startem rezerwowego), jednakże zwycięzcy otrzymywali tytuł Drużynowych Mistrzów Świata, taki sam, jak wcześniej zwycięzcy DPŚ.
W 2020 roku poinformowano, że drużynowy Puchar Świata będzie ponownie organizowany, co trzy lata, od 2023 roku, natomiast w pozostałych latach rozgrywany będzie turniej Speedway of Nations.

## Historia
Zasady wprowadzonego w 2001 roku Drużynowego Pucharu Świata zmieniają się praktycznie co roku. Celem cyklu jest wyłonienie najlepszej reprezentacji narodowej na żużlu.

### 2001–2003
W 2001 roku do pierwszej edycji DPŚ zgłosiło się 16 narodowych drużyn. Rozgrywki zostały podzielone na dwa etapy: kwalifikacje oraz część finałową, rozgrywaną na przestrzeni jednego tygodnia w formie systemu pucharowego, w całości na terytorium jednego kraju (na wzór piłkarskiego mundialu). W finałach udział brało 12 drużyn (8 rozstawionych + 4 z rund kwalifikacyjnych), podzielonych na 3 grupy po 4 drużyny w każdej, których zwycięzcy kwalifikowali się bezpośrednio do wielkiego finału. Drużyny z drugich miejsc oraz dwie najlepsze drużyny spośród tych, które zajęły trzecie miejsca, awansowały do barażu. Dwie najlepsze drużyny z tych zawodów uzupełniły stawkę finalistów. W wielkim finale pięć drużyn walczyło o medale. Składy wszystkich zespołów na poszczególne zawody składały się z 5 zawodników bez rezerwowych. Na każdy z turniejów danej drużynie przydzielany był stały kolor kasku, obowiązujący jej reprezentantów przez wszystkie biegi turnieju: czerwony, niebieski, biały lub żółty. Tabela biegowa składała się z 25 wyścigów, w których każdy z zawodników spotkał się po jednym razie z każdym przedstawicielem przeciwnych drużyn. W barażach oraz wielkich finałach w jednym biegu walczyło 5 zawodników (piąta drużyna w kaskach koloru zielonego). W przypadku, gdy jeden z zespołów tracił do prowadzącej drużyny 6 punktów w przypadku zawodów rozgrywanych w formule czwórmeczu lub 8 punktów w przypadku pięciomeczu, przysługiwało mu prawo do skorzystania z rezerwy taktycznej – za zawodnika przewidzianego do startu w danym biegu zgodnie z tabelą mógł pojechać dowolny inny żużlowiec, z zastrzeżeniem że mógł być użyty jako taka rezerwa tylko raz. W przypadku straty na poziomie 6 punktów (8 w turniejach z udziałem 5 zespołów) istniała również możliwość zastosowania złotej rezerwy taktycznej (tzw. Jokera). Każda z drużyn miała taką możliwość tylko raz w turnieju. Joker nie musiał być stosowany tylko i wyłącznie jako zmiennik innego zawodnika. Jako Joker mógł zostać zgłoszony również zawodnik, który powinien wystartować w wyścigu zgodnie z rozkładem w programie zawodów. Punkty zdobyte przez Jokera liczone były podwójnie i nie miał on już możliwości wystartowania jako zwykła rezerwa taktyczna. W 2002 roku do DPŚ zgłosiło się 14 drużyn. Wtedy to też system rozgrywek poddano niewielkiej modyfikacji. Tym razem zagwarantowany udział w finałach miało 10 drużyn z poprzedniego roku, a o pozostałe 2 wolne miejsca walka toczyła się w rundzie kwalifikacyjnej. W 2003 roku system rozgrywek nie zmienił się, a w mistrzostwach wzięło udział 15 narodowych drużyn.

### 2004–2012
Pierwsze istotne zmiany w systemie rozgrywania zawodów o DPŚ miały miejsce w 2004 roku. Do rozgrywek zgłosiło się wówczas 14 narodowych reprezentacji. W finałach, zamiast 12 drużyn, występowało odtąd 8 (6 najlepszych z DPŚ z 2003 + 2 z rund kwalifikacyjnych). Zrezygnowano też z rozgrywania biegów w pięcioosobowej obsadzie ze względu na dużą liczbę wypadków na torze. Finalistów podzielono na 2 grupy po 4 drużyny. Zwycięzcy tych grup awansowali bezpośrednio do wielkiego finału, a drużyny z miejsc drugich i trzecich walczyły w barażu o dwa pozostałe miejsca w wielkim finale. Zasady te nie uległy zmianom w następnych sezonach, jednak od 2005 roku odstąpiono od rozgrywania całego turnieju finałowego na terytorium jednego kraju, zachowując przy tym tygodniowy układ imprezy. Turnieje grupowe odbyły się wówczas w Szwecji i Anglii, a baraż i wielki finał w Polsce. W 2006 półfinały odbyły się w Polsce i Szwecji, a decydujące zawody w Wielkiej Brytanii. W 2007 półfinaliści ścigali się w Danii i Wielkiej Brytanii, natomiast o medale walczyli w Polsce. W sezonie tym wprowadzono ponadto drobną modyfikację w regulaminie – po raz pierwszy w historii DPŚ pojawiła się możliwość uzupełnienia składu drużyny o zawodnika rezerwowego, ale mógł on wyjechać na tor tylko w przypadku, gdy jeden z pozostałych żużlowców danego zespołu był niezdolny do dalszej jazdy. Z powodu licznych nadużyć, z przepisu tego zrezygnowano już w następnym roku. W 2008 półfinały odbyły się w Polsce i Anglii, a wielki finał w Danii. Z kolei w 2009 sytuacja wyglądała analogicznie jak w 2007, z tą różnicą, że angielski półfinał odbył się w Peterborough, a nie w Coventry. W 2010 roku po raz pierwszy reprezentacja Polski wywalczyła złoty medal DPŚ na obcej ziemi – dokonała tego w duńskim Vojens, a w pokonanym polu pozostawiła drużyny gospodarzy, Szwecji i Wielkiej Brytanii. W 2011 półfinały odbyły się w angielskim King’s Lynn i duńskim Vojens. Automatycznie awansowały z nich Polska i Dania, natomiast w barażu musiały walczyć Wielka Brytania, Rosja, Szwecja i Australia. Odpadły Czechy i Niemcy. Z barażu w Gorzowie Wielkopolskim ekipy Australii i Szwecji wywalczyły awans do finału, w którym po raz trzeci z rzędu najlepsza okazała się Polska, stając się jednocześnie pierwszą i jak dotychczas jedyną drużyną w historii DPŚ, która tego dokonała.

### 2012–2017, od 2023
Od sezonu 2012 Drużynowy Puchar Świata odbywał się według nowych zasad. W finałowym turnieju o trofeum Ove Fundina rywalizowało odtąd 9 reprezentacji, a nie jak miało to miejsce w poprzednich latach 8. Automatyczne miejsce w finale zagwarantowane miał gospodarz barażu i finału (w 2012 roku była to reprezentacja Szwecji), a oprócz nich o tytuł najlepszej drużyny na świecie rywalizowali zwycięzcy półfinałów oraz najlepszy zespół z barażu (a nie jak dotychczas 2 najlepsze). Dodatkowo liczebność składów każdej z drużyn okrojono do 4 zawodników, bez rezerwowych. Zmianie ulegnie również tabela biegowa – liczba wyścigów została zmniejszona z 25 do 20 (16 wyścigów fazy zasadniczej + 4 nominowane).

## Medaliści
| Rok                                        | Miejsce      | Złoto | Srebro | Brąz |
| ------------------------------------------ | ------------ | --- | --- | --- |
| 2001                                       | Wrocław      | Australia · Jason Crump · Todd Wiltshire · Craig Boyce · Ryan Sullivan · Leigh Adams                            | Polska · Krzysztof Cegielski · Piotr Protasiewicz · Tomasz Gollob · Sebastian Ułamek · Jacek Krzyżaniak                  | Szwecja · Jimmy Nilsen · Mikael Karlsson · Tony Rickardsson · Niklas Klingberg · Andreas Jonsson         |
| 2002                                       | Peterborough | Australia · Todd Wiltshire · Jason Lyons · Leigh Adams · Jason Crump · Ryan Sullivan                            | Dania · Nicki Pedersen · Ronni Pedersen · Charlie Gjedde · Hans Andersen · Bjarne Pedersen                               | Szwecja · Tony Rickardsson · Niklas Klingberg · Peter Karlsson · Mikael Karlsson · Stefan Andersson      |
| 2003                                       | Vojens       | Szwecja · Andreas Jonsson · Mikael Max · Peter Ljung · Peter Karlsson · David Ruud                              | Australia · Jason Crump · Todd Wiltshire · Jason Lyons · Ryan Sullivan · Leigh Adams                                     | Dania · Nicki Pedersen · Hans Andersen · Bjarne Pedersen · Ronni Pedersen · Charlie Gjedde               |
| 2004                                       | Poole        | Szwecja · Mikael Max · Tony Rickardsson · Antonio Lindbäck · Andreas Jonsson · Peter Karlsson                   | Wielka Brytania · David Norris · Lee Richardson · Mark Loram · Scott Nicholls · Gary Havelock                            | Dania · Hans Andersen · Nicki Pedersen · Kenneth Bjerre · Niels-Kristian Iversen · Bjarne Pedersen       |
| 2005                                       | Wrocław      | Polska · Grzegorz Walasek · Rune Holta · Piotr Protasiewicz · Jarosław Hampel · Tomasz Gollob                   | Szwecja · Tony Rickardsson · Peter Karlsson · Andreas Jonsson · Antonio Lindbäck · Fredrik Lindgren                      | Dania · Hans Andersen · Bjarne Pedersen · Kenneth Bjerre · Nicki Pedersen · Niels-Kristian Iversen       |
| 2006                                       | Reading      | Dania · Niels-Kristian Iversen · Nicki Pedersen · Bjarne Pedersen · Hans Andersen · Charlie Gjedde              | Szwecja · Andreas Jonsson · Antonio Lindbäck · Fredrik Lindgren · Mikael Max · Peter Karlsson                            | Wielka Brytania · Lee Richardson · Mark Loram · Scott Nicholls · Chris Louis · Chris Harris              |
| 2007                                       | Leszno       | Polska · Tomasz Gollob · Jarosław Hampel · Rune Holta · Krzysztof Kasprzak · Grzegorz Walasek · Damian Baliński | Dania · Hans Andersen · Kenneth Bjerre · Niels-Kristian Iversen · Nicki Pedersen · Bjarne Pedersen · Jesper Bruun Jensen | Australia · Ryan Sullivan · Chris Holder · Leigh Adams · Davey Watt · Jason Crump · Rory Schlein         |
| 2008                                       | Vojens       | Dania · Nicki Pedersen · Bjarne Pedersen · Kenneth Bjerre · Niels-Kristian Iversen · Hans Andersen              | Polska · Rune Holta · Wiesław Jaguś · Tomasz Gollob · Grzegorz Walasek · Jarosław Hampel                                 | Szwecja · Andreas Jonsson · Daniel Nermark · Peter Ljung · Fredrik Lindgren · Jonas Davidsson            |
| 2009                                       | Leszno       | Polska · Krzysztof Kasprzak · Piotr Protasiewicz · Jarosław Hampel · Tomasz Gollob · Adrian Miedziński          | Australia · Davey Watt · Troy Batchelor · Leigh Adams · Chris Holder · Jason Crump                                       | Szwecja · Jonas Davidsson · Fredrik Lindgren · Antonio Lindbäck · Andreas Jonsson · David Ruud           |
| 2010                                       | Vojens       | Polska · Rune Holta · Jarosław Hampel · Tomasz Gollob · Adrian Miedziński · Janusz Kołodziej                    | Dania · Kenneth Bjerre · Nicolai Klindt · Niels-Kristian Iversen · Bjarne Pedersen · Hans Andersen                       | Szwecja · Fredrik Lindgren · Jonas Davidsson · Antonio Lindbäck · Magnus Zetterström · Andreas Jonsson   |
| 2011                                       | Gorzów Wlkp. | Polska · Krzysztof Kasprzak · Jarosław Hampel · Tomasz Gollob · Piotr Protasiewicz · Janusz Kołodziej           | Australia · Jason Crump · Darcy Ward · Troy Batchelor · Davey Watt · Chris Holder                                        | Szwecja · Andreas Jonsson · Fredrik Lindgren · Antonio Lindbäck · Jonas Davidsson · Tomas Hjelm Jonasson |
| 2012                                       | Målilla      | Dania · Niels-Kristian Iversen · Mikkel Bech · Nicki Pedersen · Michael Jepsen Jensen                           | Australia · Jason Crump · Chris Holder · Darcy Ward · Davey Watt                                                         | Rosja · Emil Sajfutdinow · Grigorij Łaguta · Artiom Łaguta · Roman Poważny                               |
| 2013                                       | Praga        | Polska · Jarosław Hampel · Krzysztof Kasprzak · Patryk Dudek · Maciej Janowski                                  | Dania · Nicki Pedersen · Kenneth Bjerre · Niels-Kristian Iversen · Michael Jepsen Jensen                                 | Australia · Darcy Ward · Cameron Woodward · Jason Doyle · Troy Batchelor                                 |
| 2014                                       | Bydgoszcz    | Dania · Nicki Pedersen · Peter Kildemand · Mads Korneliussen · Niels-Kristian Iversen                           | Polska · Piotr Protasiewicz · Krzysztof Kasprzak · Janusz Kołodziej · Jarosław Hampel                                    | Australia · Chris Holder · Darcy Ward · Jason Doyle · Troy Batchelor                                     |
| 2015                                       | Vojens       | Szwecja · Antonio Lindbäck · Andreas Jonsson · Linus Sundström · Fredrik Lindgren                               | Dania · Peter Kildemand · Nicki Pedersen · Niels-Kristian Iversen · Kenneth Bjerre                                       | Polska · Bartosz Zmarzlik · Krzysztof Buczkowski · Maciej Janowski · Przemysław Pawlicki                 |
| 2016                                       | Manchester   | Polska · Piotr Pawlicki · Bartosz Zmarzlik · Patryk Dudek · Krzysztof Kasprzak · Krystian Pieszczek             | Wielka Brytania · Craig Cook · Tai Woffinden · Daniel King · Robert Lambert · Adam Ellis                                 | Szwecja · Andreas Jonsson · Antonio Lindbäck · Peter Ljung · Fredrik Lindgren · Joel Andersson           |
| 2017                                       | Leszno       | Polska · Patryk Dudek · Maciej Janowski · Piotr Pawlicki · Bartosz Zmarzlik · Bartosz Smektała                  | Szwecja · Antonio Lindbäck · Fredrik Lindgren · Linus Sundström · Andreas Jonsson · Joel Kling                           | Rosja · Emil Sajfutdinow · Wadim Tarasienko · Andriej Kudriaszow · Gleb Czugunow                         |
| W latach 2018–2022 Pucharu nie rozgrywano. |              | | | |
| 2023                                       | Wrocław      | Polska · Bartosz Zmarzlik · Patryk Dudek · Maciej Janowski · Dominik Kubera · Janusz Kołodziej                  | Wielka Brytania · Tom Brennan · Robert Lambert · Tai Woffinden · Adam Ellis · Daniel Bewley                              | Dania · Leon Madsen · Rasmus Jensen · Mikkel Michelsen · Nicki Pedersen · Anders Thomsen                 |
| W latach 2024–2025 Pucharu nie rozgrywano. |              | | | |
| 2026                                       | Warszawa     | | | |

## Klasyfikacja medalowa

### Według państw
Stan po sezonie 2023
| Lp. | Państwo         | Złoto | Srebro | Brąz | Razem |
| --- | --------------- | ----- | ------ | ---- | ----- |
| 1.  | Polska          | 9     | 3      | 1    | 13    |
| 2.  | Dania           | 4     | 5      | 4    | 13    |
| 3.  | Szwecja         | 3     | 3      | 7    | 13    |
| 4.  | Australia       | 2     | 4      | 3    | 9     |
| 5.  | Wielka Brytania | –     | 3      | 1    | 4     |
| 6.  | Rosja           | –     | –      | 2    | 2     |

### Według zawodników
Stan po sezonie 2023
Tabela obejmuje pierwszą 10. najbardziej utytułowanych zawodników.
| Lp. | Zawodnik               | Państwo | Lata      | Złoto | Srebro | Brąz | Razem |
| --- | ---------------------- | ------- | --------- | ----- | ------ | ---- | ----- |
| 1.  | Jarosław Hampel        | Polska  | 2005–2014 | 6     | 2      | –    | 8     |
| 2.  | Tomasz Gollob          | Polska  | 2001–2011 | 5     | 2      | –    | 7     |
| 3.  | Krzysztof Kasprzak     | Polska  | 2007–2016 | 5     | 1      | –    | 6     |
| 4.  | Nicki Pedersen         | Dania   | 2002–2023 | 4     | 4      | 4    | 12    |
| 5.  | Niels-Kristian Iversen | Dania   | 2004–2015 | 4     | 4      | 2    | 10    |
| 6.  | Patryk Dudek           | Polska  | 2013–2023 | 4     | –      | –    | 4     |
| 7.  | Andreas Jonsson        | Szwecja | 2001–2017 | 3     | 3      | 6    | 12    |
| 8.  | Piotr Protasiewicz     | Polska  | 2001–2014 | 3     | 2      | –    | 5     |
| 9.  | Rune Holta             | Polska  | 2005–2010 | 3     | 1      | –    | 4     |
| 9.  | Janusz Kołodziej       | Polska  | 2010–2023 | 3     | 1      | –    | 4     |

Pogrubioną czcionką – zostali zaznaczeni zawodnicy, którzy kontynuują karierę żużlową.

## Reprezentacje występujące
Legenda
- – mistrzostwo
- – wicemistrzostwo
- – trzecie miejsce
- 4–12 – miejsca 4–12
- •  – nie zakwalifikowali się do turnieju głównego
- ••  – zgłoszeni do rozgrywek, ale nie wystąpili lub wycofali się
- •••  – zakwalifikowali się do turnieju głównego, ale nie wystąpili lub wycofali się
- –  – nie brali udziału
- –  – zawieszeni
- – gospodarze finału i barażu

| Finaliści         | 2001 (5/12) | 2002 (5/12) | 2003 (5/12) | 2004 (4/8) | 2005 (4/8) | 2006 (4/8) | 2007 (4/8) | 2008 (4/8) | 2009 (4/8) | 2010 (4/8) | 2011 (4/8) | 2012 (4/9) | 2013 (4/9) | 2014 (4/9) | 2015 (4/9) | 2016 (4/9) | 2017 (4/9) | 2023 (4/9) |
| ----------------- | ----------- | ----------- | ----------- | ---------- | ---------- | ---------- | ---------- | ---------- | ---------- | ---------- | ---------- | ---------- | ---------- | ---------- | ---------- | ---------- | ---------- | ---------- |
| Australia         | Gold        | Gold        | Silver      | 5          | 5          | 4          | Bronze     | 4          | Silver     | 5          | Silver     | Silver     | Bronze     | Bronze     | 4          | 4          | 5          | 4          |
| Czechy            | 7           | 5           | 6           | 6          | 6          | 8          | •          | 7          | 8          | 8          | 7          | 7          | 4          | 7          | 8          | 8          | 9          | 7          |
| Dania             | 4           | Silver      | Bronze      | Bronze     | Bronze     | Gold       | Silver     | Gold       | 6          | Silver     | 4          | Gold       | Silver     | Gold       | Silver     | 5          | 8          | Bronze     |
| Polska            | Silver      | 4           | 4           | 4          | Gold       | 5          | Gold       | Silver     | Gold       | Gold       | Gold       | 5          | Gold       | Silver     | Bronze     | Gold       | Gold       | Gold       |
| Rosja             | 8           | 9           | 8           | •          | 7          | •          | 6          | 6          | 4          | 6          | 5          | Bronze     | 9          | •          | 7          | 6          | Bronze     | –          |
| Stany Zjednoczone | 5           | 6           | –           | –          | •          | 6          | 7          | •          | •          | •          | •          | 8          | 5          | 6          | 6          | 7          | 7          | •          |
| Szwecja           | Bronze      | Bronze      | Gold        | Gold       | Silver     | Silver     | 5          | Bronze     | Bronze     | Bronze     | Bronze     | 4          | 8          | 5          | Gold       | Bronze     | Silver     | 5          |
| Wielka Brytania   | 6           | 7           | 5           | Silver     | 4          | Bronze     | 4          | 5          | 5          | 4          | 6          | 6          | 7          | 4          | 5          | Silver     | 4          | Silver     |
| Półfinaliści      | 2001 (5/12) | 2002 (5/12) | 2003 (5/12) | 2004 (4/8) | 2005 (4/8) | 2006 (4/8) | 2007 (4/8) | 2008 (4/8) | 2009 (4/8) | 2010 (4/8) | 2011 (4/8) | 2012 (4/9) | 2013 (4/9) | 2014 (4/9) | 2015 (4/9) | 2016 (4/9) | 2017 (4/9) | 2023 (4/9) |
| Finlandia         | 9           | 8           | 7           | •          | –          | 7          | 8          | •          | •          | 7          | •          | •          | –          | –          | –          | –          | –          | 9          |
| Francja           | –           | –           | –           | –          | •          | –          | –          | –          | –          | –          | –          | •          | •          | –          | –          | –          | •          | 6          |
| Łotwa             | •           | •           | •••         | •          | •          | •          | •          | •          | •          | •          | •          | •          | 6          | 8          | 9          | •          | 6          | •          |
| Niemcy            | 11          | 12          | 10          | •          | 8          | •          | •          | •          | •          | •          | 8          | 9          | •          | •          | •          | 9          | •          | 8          |
| Słowenia          | 12          | 11          | 9           | •          | •          | •          | •          | •          | 7          | •          | •          | •          | •          | •          | •          | •          | –          | •          |
| Węgry             | 10          | 10          | 11          | 8          | •          | •          | •          | 8          | •          | –          | –          | –          | •          | –          | –          | –          | –          | –          |
| Włochy            | •           | –           | 12          | 7          | •          | •          | •          | •          | •          | •          | •          | •          | •          | 9          | •          | •          | •          | •          |
| Pozostali         | 2001 (5/12) | 2002 (5/12) | 2003 (5/12) | 2004 (4/8) | 2005 (4/8) | 2006 (4/8) | 2007 (4/8) | 2008 (4/8) | 2009 (4/8) | 2010 (4/8) | 2011 (4/8) | 2012 (4/9) | 2013 (4/9) | 2014 (4/9) | 2015 (4/9) | 2016 (4/9) | 2017 (4/9) | 2023 (4/9) |
| Austria           | –           | •           | •           | •          | –          | –          | –          | –          | –          | –          | –          | –          | –          | –          | –          | –          | –          | –          |
| Norwegia          | •           | –           | –           | –          | –          | –          | –          | –          | –          | •          | –          | –          | –          | –          | –          | –          | –          | •          |
| Słowacja          | –           | –           | –           | –          | –          | –          | –          | –          | –          | –          | –          | –          | –          | –          | –          | –          | –          | ••         |
| Ukraina           | •           | –           | –           | –          | –          | –          | –          | –          | –          | –          | •          | •          | •          | –          | –          | –          | –          | •          |